# Aki Sirkesalo
Aki Pekka Antero Sirkesalo (* 25. Juli 1962 in Toijala, Finnland; † 26. Dezember 2004 in Khao Lak, Thailand) war ein finnischer Musiker und Fernsehmoderator.

## Leben
Sirkesalo wuchs in seinem Geburtsort Toijala auf, wo er in der Blaskapelle der Freiwilligen Feuerwehr Posaune spielte. Später spielte er auch Trompete und Gitarre. Mitte der 1980er Jahre war er Gründungsmitglied der Band Giddyups. Ab 1990 war er Mitglied der A-cappella-Band Veeti & The Velvets.
Ab 1994 widmete er sich seiner Solo-Karriere. Sein Debütalbum Mielenrauhaa erschien 1995 und erreichte Platz 11 der finnischen Charts. In den kommenden Jahren folgten vier weitere Studioalben. Das letzte Album Sanasta miestä wurde 2005 postum veröffentlicht.
Sirkesalo starb mit seiner Frau und den beiden Kindern durch den Tsunami nach dem Erdbeben im Indischen Ozean 2004 im thailändischen Khao Lak. Die Leichen wurden im März 2005 gefunden und nach der Identifizierung nach Finnland überführt, wo sie in Sirkesalos Heimatstadt Toijala beigesetzt wurden.

## Diskografie (Auswahl)

### Alben
- 1995: Mielenrauhaa (Sony Music)
- 1996: Aika (Sony Music)
- 1998: Kissanelämää (Sony Music)
- 2001: Enkeleitä onko heitä (Sony Music)
- 2002: Halutuimmat (Compilation; Sony Music)
- 2005: Sanasta miestä (postum veröffentlicht; EMI Finland)
- 2011: The Essential (Compilation; Sony Music)

### Singles & EPs
- 1994: Mustankipee (Sony Music)
- 1994: Hikinen Iltapäivä / Marvin Gaye (Sony Music)
- 1995: Naispaholainen (Sony Music)
- 1995: Pelkkää Kuvitelmaa (Sony Music)
- 1995: Sä Jaksat Tanssii (Sony Music)
- 1996: Missä Betoni Kasvaa (Sony Music)
- 1996: Seksuaalista Häirintää (Sony Music)
- 1996: Kiire (Sony Music)
- 1997: Heitätkö avaimen (Sony Music)
- 1998: Äiti (Sony Music)
- 1998: Kissanainen (Sony Music)
- 1998: Punatukkainen (Sony Music)
- 1998: Mykkäkoulu (Sony Music)
- 1998: Pikkuihminen (Sony Music)
- 1999: Mä tuun kotiin (Sony Music)
- 1999: Liisan Koira (feat. Michael Monroe, Sony Music)
- 2000: Helena (Sony Music)
- 2001: Senat Sakaisin (Sony Music)
- 2001: Enkeleitä onko heitä (Sony Music)
- 2001: Talismaani (Sony Music)
- 2001: Tule mun luo (Sony Music)
- 2001: What a Wonderful World (mit Jyrki Niskanen; Sony Music)
- 2002: Melkein onnellinen (Sony Music)
- 2002: Toijalan Takana (Sony Music)
- 2003: Mysteriet (Mysteeri) (mit Lisa Nilsson; Sony Music)
- 2004: Mullonikäväsua (EMI Finland)